# Janggi
Janggi (장기?; anche romanizzato come changgi o jangki), a volte chiamato scacchi coreani, è un gioco da tavolo strategico popolare nella penisola coreana. Deriva dallo xiangqi (scacchi cinesi) ed è molto simile ad esso, inclusa la posizione di partenza di alcuni pezzi e la scacchiera 9×10, ma senza il "fiume" dello xiangqi che divide la scacchiera orizzontalmente nel mezzo. Si ritiene che abbia iniziato a essere giocato nel periodo Goryeo.
Il janggi si gioca su una scacchiera larga nove linee e lunga dieci linee. Il gioco è a volte veloce a causa dei cannoni saltanti e degli elefanti a lungo raggio, ma le partite professionistiche durano, per la maggior parte, più di 150 mosse e quindi sono in genere più lente di quelle degli scacchi occidentali. 
Nel 2009 a Harbin, in Cina, si è tenuto il primo torneo mondiale di janggi.

## Gioco
Se una situazione si ripete tre volte sulla scacchiera con lo stesso giocatore in movimento, la partita termina in parità.
Quando un pezzo dell'avversario si trova in una posizione da cui può catturare il proprio generale, si dice che il generale è sotto scacco. Quando ciò accade, il giocatore deve fare una mossa che porti il generale fuori dallo scacco, in modo da non perderlo nel turno successivo. Se tale mossa è impossibile e la perdita del generale è inevitabile, il generale è sotto scacco matto e il suo proprietario perde la partita.

### Scacchiera
La scacchiera è composta da 90 intersezioni di 9 file verticali e 10 righe orizzontali. Ha quasi lo stesso layout di quella usata nello xiangqi, tranne per il fatto che la scacchiera janggi non ha un "fiume" nella riga centrale. I pezzi sono costituiti da dischi contrassegnati con caratteri identificativi e sono posizionati sulle intersezioni delle linee. I pezzi sono tradizionalmente di forma ottagonale e differiscono per dimensioni in base al loro rango. Il blu (o talvolta verde) muove per primo rispetto al rosso. Al centro di ciascun bordo della scacchiera, ogni colore ha un palazzo di 3×3 linee (9 posizioni), che contiene quattro linee diagonali che si estendono verso l'esterno dal centro, formando una X.
La spaziatura tra le linee verticali è leggermente più ampia della spaziatura tra le linee orizzontali. Pertanto, lo spazio creato dalle linee verticali e orizzontali assume la forma di un rettangolo leggermente largo.

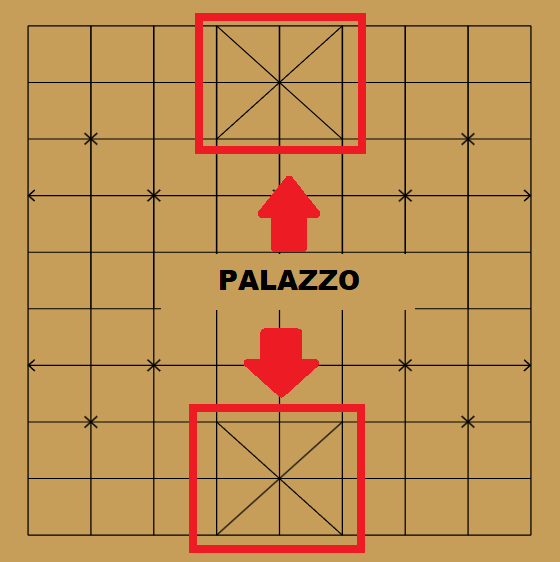
Scacchiera mostrante il palazzo.

### Pezzi
I pezzi sono etichettati con caratteri hanja, in stile regolare per i pezzi rossi e in corsivo per i pezzi blu/verdi. Sono 32 in totale (16 per giocatore), suddivisi in due generali, quattro guardie, cannoni, carri, cavalli ed elefanti, e dieci soldati.

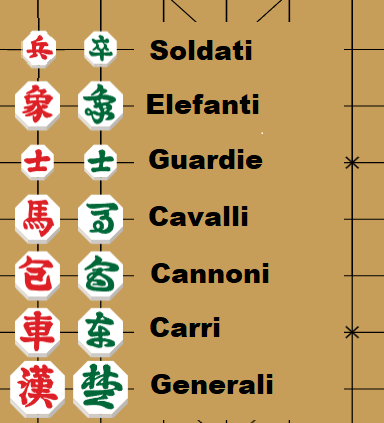
Pezzi dello janggi.

- Generali: sono etichettati con il carattere 漢 (한?, hanLR) se rossi e 楚 (초?, choLR) se blu. Nella figura sottostante, il generale blu può muoversi in diagonale (a patto che questi punti non vengano attaccati da pezzi nemici), ma il generale rosso non può, poiché in quel punto non ci sono segni diagonali.

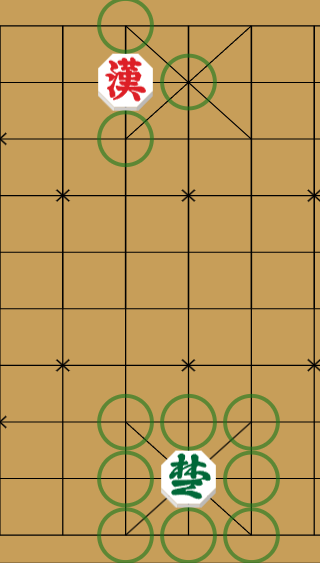
Movimenti del generale.

- Guardie: i pezzi sono etichettati 士 (사?, saLR) e rappresentano i funzionari governativi civili (ad esempio, membri del consiglio al servizio del comandante in capo). Sono spesso chiamati guardie poiché rimangono vicino al generale. Altri nomi sono assistenti o mandarini. Le guardie iniziano a sinistra e a destra del generale in prima fila.[2] Si muovono come il generale, un passo per turno lungo le linee segnate nel palazzo. Le guardie sono uno dei pezzi più deboli perché non possono lasciare il palazzo, ma sono preziose per proteggere il generale.

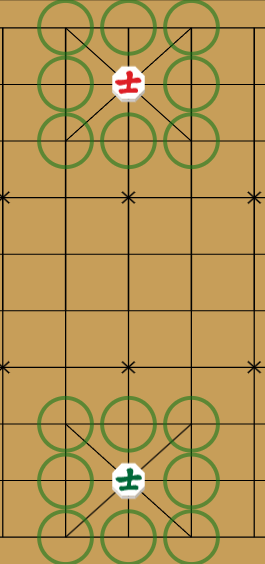
Movimenti delle guardie.

- Cavalli: segnato con 馬 (마?, maLR), il cavallo si muove di un passo ortogonalmente, poi di un passo in diagonale verso l'esterno, senza saltare. Se c'è un pezzo sul suo primo passo (i cerchi rossi nel diagramma sottostante), non può muoversi in quella direzione. Un cavallo può essere trasposto con un elefante adiacente nella configurazione iniziale.

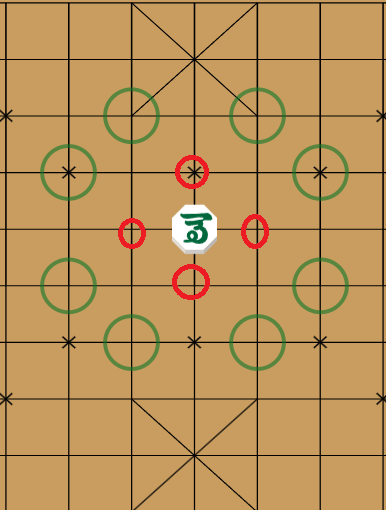
Movimenti del cavallo.

- Elefanti: gli elefanti (상?, 象?, sangLR) iniziano il gioco a sinistra e a destra delle guardie. Si muovono di un punto ortogonalmente seguito da due punti in diagonale lontano dal loro punto di partenza, terminando nell'angolo opposto di un rettangolo 2×3. Come il cavallo, l'elefante non può muoversi se c'è un pezzo lungo la sua traiettoria (i cerchi rossi nel diagramma sottostante).

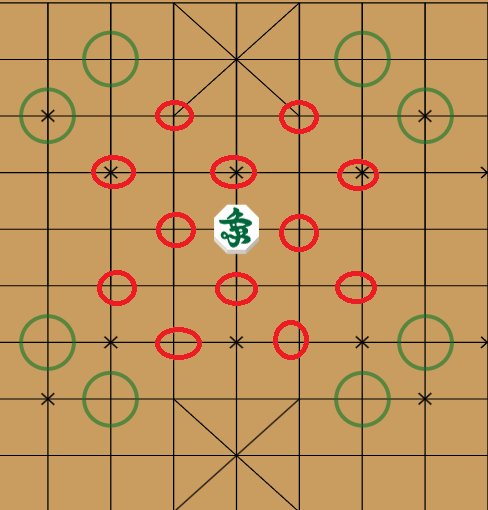
Movimenti dell'elefante.

- Carri: sono etichettati 車 (차?, chaLR) e sono il pezzo più forte del gioco. Il carro si muove e cattura in linea retta, sia orizzontalmente che verticalmente. Inoltre può muoversi lungo le linee diagonali all'interno di entrambi i palazzi, ma solo in linea retta. I due carri iniziano la partita negli angoli.[2]

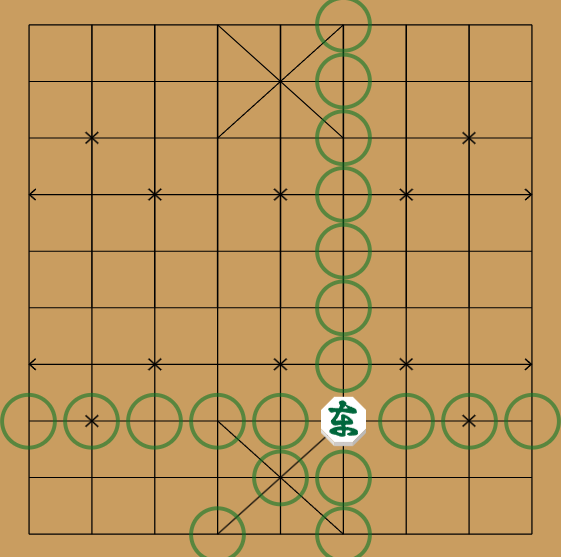
Movimenti dei carri.

- Cannoni: sono etichettati 包 (포?, poLR). Ogni giocatore ha due cannoni, posizionati sulla fila dietro i soldati, direttamente di fronte ai cavalli (se i cavalli sono posizionati sulla fila accanto ai carri).[2] Il cannone si muove saltando un altro pezzo orizzontalmente o verticalmente. Il salto può essere eseguito su qualsiasi distanza a condizione che ci sia esattamente un pezzo ovunque tra la posizione originale e il bersaglio. Per catturare un pezzo, deve esserci esattamente un pezzo (amico o meno) tra il cannone e il pezzo da catturare. Il cannone si sposta quindi in quel punto e cattura il pezzo. Possono anche muoversi o catturare in diagonale lungo le linee diagonali in entrambi i palazzi, a condizione che ci sia un pezzo intermedio al centro (ciò può accadere solo se il cannone si trova in un angolo del palazzo). Sono forti all'inizio del gioco quando gli ostacoli sono abbondanti, ma perdono rapidamente valore con il progredire della partita. L'altro pezzo su cui salta il cannone non può essere un altro cannone, né un cannone può catturare un altro cannone. Nel diagramma sottostante, il cannone blu può muoversi verso i cerchi blu ma non verso quelli rossi; può anche catturare il cavallo rosso, ma non può catturare (né essere catturato da) il cannone rosso nell'altro palazzo. Il cannone rosso di destra non può catturare neanche il carro blu. A differenza del xiangqi, il janggi richiede che i cannoni saltino per muoversi, così come per catturare. Ciò significa che nella posizione di partenza, non ci sono mosse valide disponibili per il cannone.

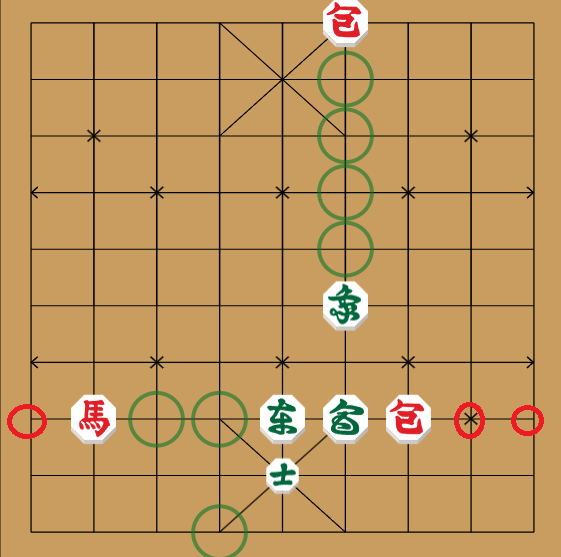
Movimenti dei cannoni.

- Soldati: sono etichettati 兵 (병?, byeongLR) per il rosso e 卒 (졸?, jolLR) per il blu. Ogni giocatore ha cinque soldati, inizialmente posizionati su punti alternati, una fila indietro dal bordo di dove si troverebbe il fiume nello xiangqi. Si muovono e catturano un punto dritto in avanti o lateralmente, e una volta raggiunta la fine della scacchiera possono muoversi solo lateralmente. I soldati possono anche muoversi di un punto in diagonale in avanti lungo le linee diagonali del palazzo nemico.

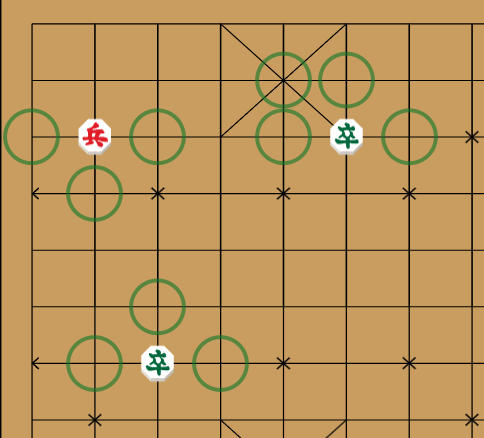
Movimenti dei soldati.

## Nella cultura sudcoreana
In Corea del Sud si vedono spesso uomini anziani accalcati attorno a un singolo tabellone janggi mentre due uomini giocano per piccole somme di denaro. Questi giochi si svolgono tutto l'anno, soprattutto nei parchi cittadini di Seul. Il janggi è occasionalmente giocato come gioco d'azzardo, ed è attualmente meno popolare in Corea del Sud rispetto al gioco di strategia baduk.
La Korea Janggi Association è responsabile della promozione del janggi in Corea del Sud.